# Gare de Farebout
La gare de Farebout est une halte ferroviaire française, fermée, de la ligne du Palais à Eygurande - Merlines. Elle est située à environ 3 kilomètres du centre-ville de Saint-Léonard, au bord de la Vienne, au cœur de la section encaissée de la vallée qui court d'Eymoutiers à Limoges sur le territoire de la commune de Saint-Léonard-de-Noblat, dans le département de la Haute-Vienne, en région Nouvelle-Aquitaine.
C'était une halte de la Société nationale des chemins de fer français (SNCF), dont la desserte a cessé dans le courant du XXe siècle.

## Situation ferroviaire
Établie à 276 mètres d'altitude, la halte fermée de Farebout est située au point kilométrique (PK) 410,880 (PN 19) de la ligne du Palais à Eygurande - Merlines, entre les gares de Saint-Léonard-de-Noblat et de Saint-Denis-des-Murs (ces deux gares sont en service).

## Histoire
La gare ouvre le 31 décembre 1880, en même temps qu'est mise en service la première section de la ligne entre Limoges et Eymoutiers[réf. nécessaire].